# Szlak Stu Jezior
Szlak Stu Jezior (SSJ) - rowerowy szlak turystyczny należący do Wielkopolskiego Systemu Szlaków Rowerowych oznakowany kolorem czarnym. Ma swój początek w Poznaniu skąd prowadzi wzdłuż wielkopolskich jezior aż po Międzychód. Całkowity dystans szlaku to 110 km. Powstał w 1999 roku.

## Miejscowości, przez które przebiega szlak
Poznań – Psarskie – Pawłowice – Sobota – Rostworowo – Żydowo – Przecław – Pamiątkowo – Baborowo – Baborówko – Kępa – Szamotuły – Gałowo – Jastrowo – Rudki – Ostroróg –  Wielonek – Forestowo – Zajączkowo – Psarskie – Gnuszyn – Białokosz – Łężeczki – Chrzypsko Wielkie – Ryżyn – Lesionki – Sieraków – Góra – Śrem – Chalin – Prusim – Kamionna – Kolno – Bielsko – Międzychód